# Aareschlucht
Aareschlucht je soutěska nedaleko města Meiringen v Bernském pohoří ve švýcarském kantonu Bern. Je protékána řekou Aare a výrazně zvyšuje rychlost jejího proudění. Aare protéká soutěskou rychlostí téměř 12 km/h.

## Původ
Odtoku řeky Aare z oblasti Grimselpassu bránil vápencový skalní útvar Kirchet mezi Innertkirchenem a Meiringenem. Voda tající pod ledovcem Aar vyhloubila do této skalní stěny postupně sedm soutěsek. Dnešní soutěska Aareschlucht je z nich nejmladší. Délka soutěsky Aareschlucht je 1400 metrů. V nejužším místě je rokle široká jeden metr, nejvyšší boční stěna se tyčí 180 metrů nad řekou.
Jak lze vyčíst z místního názvu Innertkirchen, skalní bariéra soutěsky Aareschlucht rozděluje údolí na vnitřní a vnější. Hlavní silnice č. 6 stoupá na strmější jižní straně třemi ostrými zatáčkami o 80 výškových metrů do Lammibodenu (710 m), odkud silnice klesá v plynulém sklonu do Meiringenu (602 m). Rokle není ze silnice vidět.

## Přístupnost
Soutěska byla zpřístupněna v roce 1888. V roce 1912 bylo postaveno molo a doplněno večerní osvětlení. Restaurace a kiosek u západního vchodu byly poprvé postaveny v roce 1928 a v roce 1987 zrekonstruovány. V roce 2003 byla na železnici vybudována stanice, která slouží východnímu vchodu, a visutý most, který stanici a vchod spojuje; v roce 2008 bylo u tohoto vchodu přistavěno bistro a kiosek.
Cesta soutěskou je přístupná denně od začátku dubna do 1. listopadu vstupy na obou koncích soutěsky, kde se vybírá vstupné. Po většinu své délky je stezka tvořena dřevěnou konstrukcí na kovové konstrukci konzolovitě vykloněnou ze stěny rokle, krátké úseky jsou vedeny v tunelu. Každý ze vstupů je spojen se stanicemi na úzkorozchodné železnici Meiringen-Innertkirchen, přičemž stanice Aareschlucht West se nachází na západním konci soutěsky a podzemní stanice Aareschlucht Ost navazuje na východní vstup.
Aareschlucht (1890-1900): 

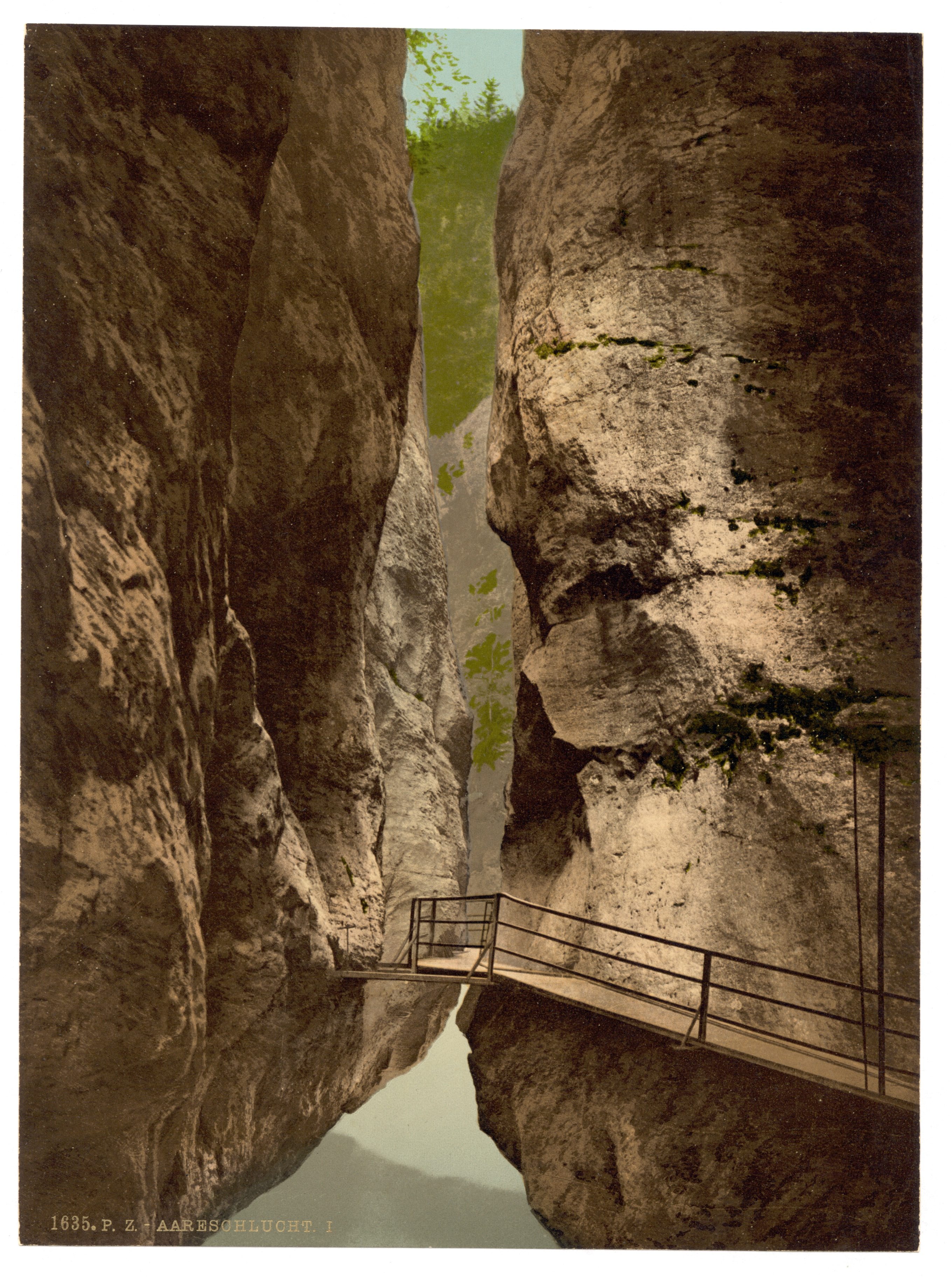
historické pohledy na Aareschlucht
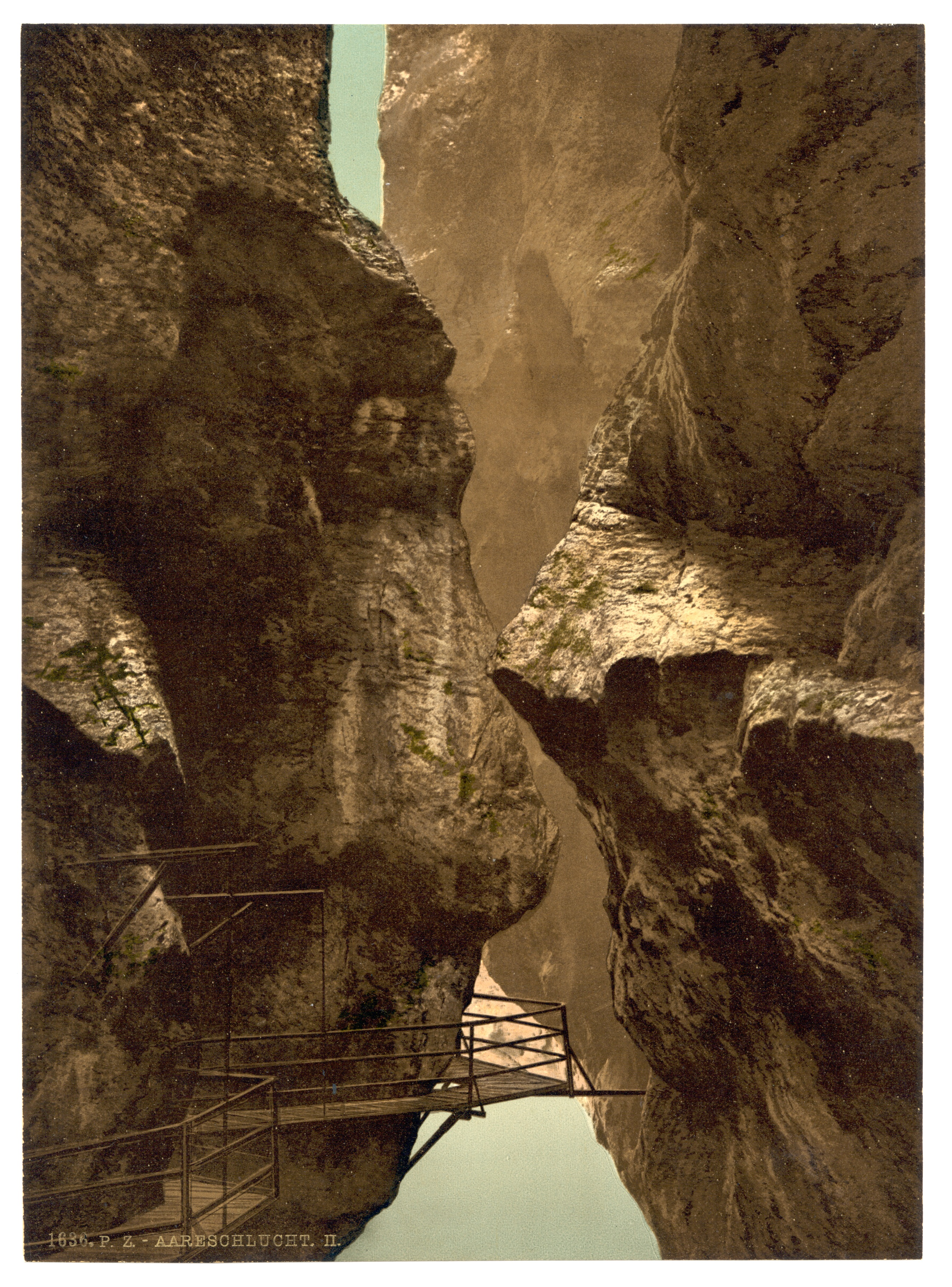
historické pohledy na Aareschlucht
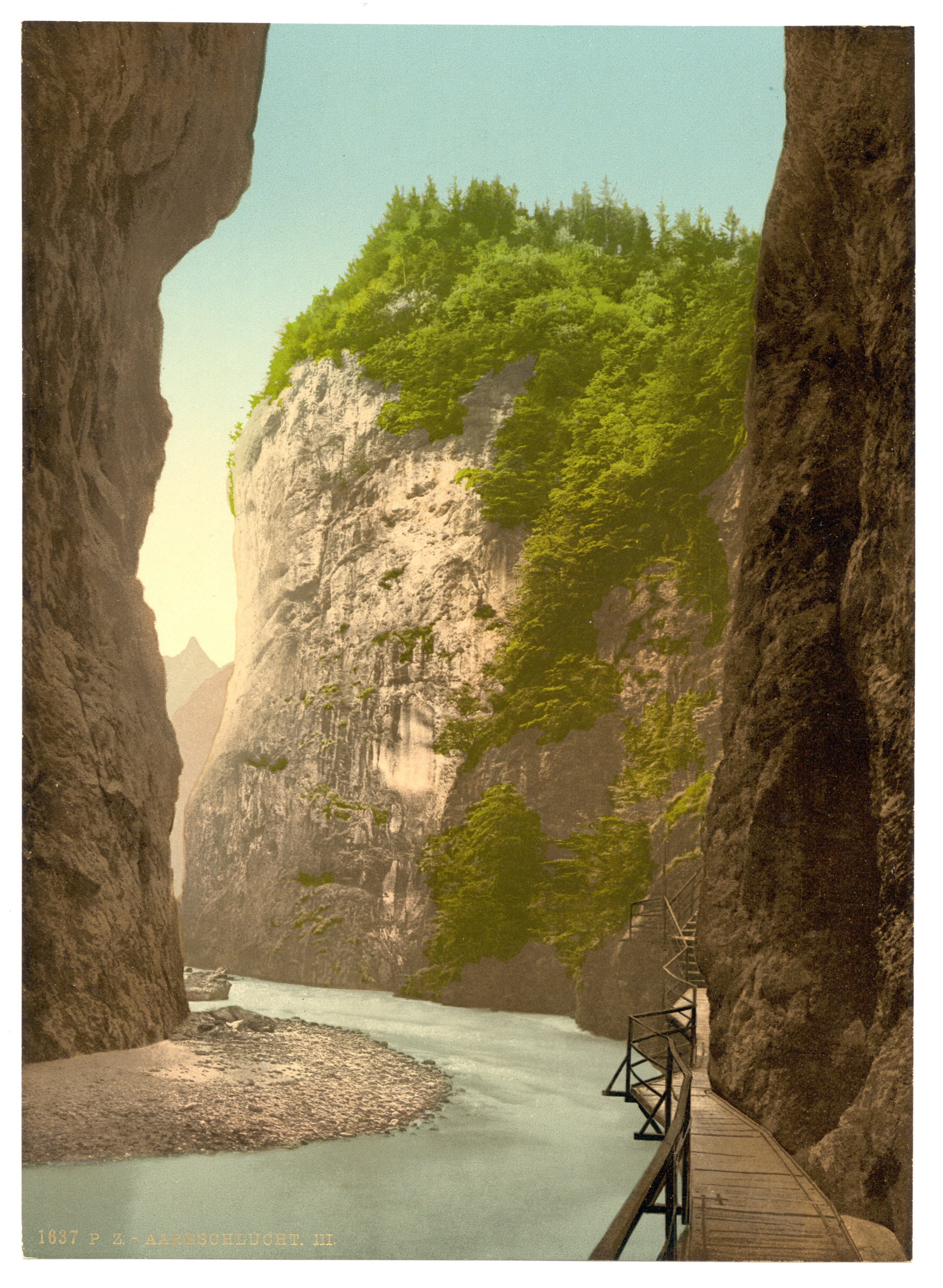
historické pohledy na Aareschlucht